# Resultados do Carnaval de Manaus em 2017
Nesta página são apresentados todos os resultados do Carnaval de Manaus em 2017.

## Grupo Especial[1]
| Posição | Escola de Samba     | Pontos | Enredo | Situação Final            |
| ------- | ------------------- | ------ | --- | ------------------------- |
| 1       | Reino Unido         | 268,5  | No Reino das Fontes da Vida, o Morro em Movimento Sustentável faz a Diferença                              | Bicampeã do Carnaval 2017 |
| 2       | Vitória Régia       | 266,9  | Olhos vendados, mãos firmes: A Verde e Rosa clama por justiça!                                             |                           |
| 3       | A Grande Família    | 266,8  | Grandes Sonhos, Grande Família, Grande Circular... Meu São José, fonte viva de histórias e cultura popular |                           |
| 4       | Aparecida           | 266,7  | Gratia Plena, Aparecida! 300 anos no coração do Brasil. Rogai por nós, Nossa Senhora!                      |                           |
| 5       | Unidos do Alvorada  | 265,8  | Meu "Padim"... Abençoai esse povo guerreiro, filhos do chão rachado do Nordeste Brasileiro                 |                           |
| 6       | Andanças de Ciganos | 265,6  | Na festa dos Deuses, os Ciganos fazem o Carnaval                                                           |                           |
| 7       | Vila da Barra       | 263,9  | Do Proibido ao Sagrado, com a Vila desfrute o sabor do Pecado                                              |                           |
| 8       | Sem Compromisso     | 261,3  | Eu tenho pra vender...Quem quer comprar?                                                                   |                           |

- Não houve acesso nem descenso este ano conforme estipulado em reunião da CEESMA com os presidentes das agremiações do Grupo Especial . A UESAM acompanhou a decisão no que se refere aos Grupos de Acesso.[2]

## Grupo de Acesso A[3]
| Posição | Escola de Samba           | Pontos | Enredo                                                                                 | Critério de Desempate | Situação Final                   |
| ------- | ------------------------- | ------ | -------------------------------------------------------------------------------------- | --------------------- | -------------------------------- |
| 1       | Primos da Ilha            | 179,2  | A Força e a Magia dos 4 Elementos                                                      | Alegorias e Adereços  | Campeã do Grupo de Acesso A 2017 |
| 2       | Beija Flor do Norte       | 179,2  | Beija-Flor nos braços de uma Grande Família                                            | Alegorias e Adereços  |                                  |
| 3       | Unidos da Cidade Nova     | 179,2  | Malandro Amazonense: Apollo Ferreira, de Mestre-Sala à Presidente                      | Alegorias e Adereços  |                                  |
| 4       | Acadêmicos da Cidade Alta | 178,8  | Na Cidade Alta, o Samba em seus estilos, pede passagem                                 |                       |                                  |
| 5       | Dragões do Império        | 178,5  | Nos Sonhos do Menino reflete a alma do Sambista: Malheiros Júnior no Império da Poesia |                       |                                  |
| 6       | Balaku Blaku              | 178    | Um Mundo reinventado através do Olhar de uma Criança                                   |                       |                                  |
| -       | Império da Kamélia        | N/D    | Kamélia, de Majestade a Patrimônio Cultural na Passarela do Samba                      |                       |                                  |

## Grupo de Acesso B[4]
| Posição | Escola de Samba     | Pontos | Enredo                                                                                  | Situação Final                   |
| ------- | ------------------- | ------ | --------------------------------------------------------------------------------------- | -------------------------------- |
| 1       | Mocidade do Coroado | 179    | O Davi que virou Golias, sempre lutando pelo Amazonas e pelas minorias                  | Campeã do Grupo de Acesso B 2017 |
| 2       | Império do Havaí    | 176,7  | Vem meu amor, vem cantar em tom maior... Que a alegria do palhaço na tristeza deu um nó | Grupo de Acesso C em 2017        |
| 3       | Unidos do Coophasa  | 176,5  | No Relógio da Vida a Coophasa marca a hora na avenida                                   | Grupo de Acesso C em 2017        |
| 4       | Presidente Vargas   | 174,2  | Mas olha já!? Avermelhou do lado de lá: Israel Paulain é a festa e já vai começar       | Grupo de Acesso C em 2017        |
| -       | Meninos Levados     | N/D    | Daniel Sales - É Tempo de Sambar, a Enciclopédia do Carnaval e do futebol amazonense    | Grupo de Acesso C em 2017        |
| -       | Mocidade da Raiz    | N/D    | Aquarela do Brasil                                                                      | Grupo de Acesso C em 2017        |

## Grupo de Acesso C[5]
| Posição | Escola de Samba    | Pontos | Enredo                                                          | Situação Final                   |
| ------- | ------------------ | ------ | --------------------------------------------------------------- | -------------------------------- |
| 1       | Tradição Leste     | 179,3  | Do Chaturanga ao Xadrez, a Tradição Leste te leva a raciocinar  | Campeã do Grupo de Acesso C 2017 |
| 2       | Legião de Bambas   | 176,9  | UEA, parabéns para você, nossa debutante do saber               |                                  |
| 3       | Gaviões do Parque  | 172    | Sateré Mawé                                                     |                                  |
| 4       | Leões do Barão Açú | 166,2  | Encantador das Cunhãs                                           |                                  |
| -       | Império do Mauá    | N/D    | Meio Ambiente e Reciclagem                                      |                                  |
| -       | Ipixuna            | N/D    | Tem fogueira, tem balão, e na avenida a Ipixuna faz adivinhação |                                  |